# Les Fauves (film, 1984)
Pour les articles homonymes, voir Les Fauves.
Pour plus de détails, voir Fiche technique et Distribution.
Les Fauves est un  film français réalisé par Jean-Louis Daniel sorti en 1984.

## Synopsis
Jadis cascadeur célèbre, Christopher Bergham a causé un accident où sa femme Bella, qui était sa partenaire dans ce numéro périlleux, a trouvé la mort . Trois ans plus tard, alors qu'il est toujours hanté par ce souvenir, c'est sous le nom de Berg qu'il est employé comme patrouilleur de nuit dans une société de police privée. Leandro le frère de Bella, qui était en fait à l'origine indirecte de l'accident, s'introduit dans la société "La Veillance", dont le patron La Rocca est peu regardant sur le passé de ses employés pourvu qu'ils soient capables d'affronter les événements violents des missions de nuit. Leandro comprenant que les rapports au sein du groupe de policiers sont tendus et fréquemment susceptibles de dégénérer, exploite un incident violent entre Berg et un de ses collègues : une nuit, Berg blesse Garcia qui était en train de violer Mimi, une employée de La Veillance. Leandro saisit l'occasion pour tuer Garcia et faire porter la responsabilité du meurtre à Berg. Bien que La Rocca tente de les exhorter au calme en décidant de confier l'affaire à la police, tous les patrouilleurs de nuit tombent d'accord pour prendre Berg en chasse afin de régler leur compte avec lui. Berg, pilote émérite, prend la fuite en compagnie de son coéquipier Nino et de Mimi. Après plusieurs étapes, le groupe trouve refuge à la fin de la nuit dans le Palais omnisports de Bercy, où entre échanges de coups de feu et divisions entre les poursuivants, Berg se trouve finalement amené à affronter Leandro seul à seul.

## Fiche technique
- Réalisateur : Jean-Louis Daniel
- Scénario : Philippe Setbon et Jean-Louis Daniel
- Adaptation : Catherine Cohen, Jean-Louis Daniel et Philippe Setbon
- Photographie : Richard Andry
- Montage : Isabelle Rathery
- Musique : Philippe Servain
- Son : Jean-Marcel Milan
- Décors : Olivier Paultre
- Genre : Film dramatique
- Durée : 90 minutes
- Date de sortie :
  - France : 18 avril 1984

## Distribution
- Philippe Léotard : Léandro Santini
- Daniel Auteuil : Christopher "Berg" Bergham
- Gabrielle Lazure : Bela
- Macha Méril : Sylvia
- Valérie Mairesse : Juliette
- Véronique Delbourg : Mimi
- Florent Pagny : Nino
- Farid Chopel : Keller
- Louise Portal : Dany
- Jean-Louis Foulquier : Rocca
- Saïd Amadis : Najip
- David Gabison
- Albert Dray : Winnie
- Sylvie Joly : Suzanne
- Jean-François Balmer : Jeff Garcia
- Jacques Burloux
- Bernard Cabassus
- Philippe Eliez
- Riton Liebman
- Bernard Lepinaux
- Serge Malik : Sharc
- Bernard Marcellin : Kowalski
- Harold Minh : Saïgon
- Etienne Sandrin
- Cécile Berger : Enfant #1
- Arnaud Rouillon : Enfant #2
- Anne Masson